# Sophie de Tott
Sophie de Tott, född 29 januari 1758 i Konstantinopel, död 20 september 1848 i Versailles, var en fransk målare. Hon är känd för sina porträttmålningar. 